# NGC 4696D
NGC 4696D is een lensvormig sterrenstelsel in het sterrenbeeld Centaur. Het hemelobject werd op 7 mei 1826 ontdekt door de Schotse astronoom James Dunlop.

## Synoniemen
- ESO 322-88
- MCG -7-26-49
- DRCG 56-10
- DCL 228
- PGC 43249